# 二俁新町車站
二俁新町車站（日语：／ Futamata-shinmachi eki */?）是位於日本千葉縣市川市二俁新町，屬於東日本旅客鐵道（JR東日本）京葉線的鐵路車站。車站編號是JE 10。
站舍位於市川市，但是距離站舍50公尺的二俁川以外就是船橋市的邊界，因此也有不少船橋市民使用。
此站位於東京迪士尼樂園與LaLaport TOKYO-BAY的中間。

## 歷史
- 1988年（昭和63年）12月1日：開業。
- 2001年（平成13年）11月18日：啟用IC卡Suica。
- 2007年（平成19年）
  - 3月19日：引入發車音樂。
  - 4月1日：車站業務委託化。
- 2014年（平成26年）3月31日：綠窗口結束營業。

## 車站結構
二俁新町是一個設有一座島式月台兩條乘車線的高架車站，車站站房設至於高架路軌的正下方。
車站所在地的二俁新町是在東京灣沿岸填海造陸而成的工業區地帶，因此僅有通勤尖峰時間會有比較多的上下車旅客。車站北側緊鄰國道357號（灣岸道路）、首都高速灣岸線與東關東自動車道三條主要公路線所形成的地面交通幹道。

二俁新町車站附近的京葉線三角線分佈示意圖。

二俁新町車站正好位在京葉線沿線的一個三角線路段上，在車站站區內、月台區的東側可以見到京葉線本線與二俁支線的分歧點，而二俁支線可連往二俁新町北方的西船橋車站。在二俁新町東側、較靠近臨站市川鹽濱之間則可見到高谷支線接回京葉本線的分歧點。由於位在京葉線的本線上，在二俁新町可以搭乘到前往東京或蘇我方向的列車，但如果欲前往西船橋則必須在鄰站南船橋轉車。

### 月台配置
| 月台 | 路線   | 方向 | 目的地                     |
| ---- | ------ | ---- | -------------------------- |
| 1    | 京葉線 | 下行 | 南船橋、海濱幕張、蘇我方向 |
| 2    | 京葉線 | 上行 | 舞濱、新木場、東京方向     |

（來源：JR東日本:車站構內圖（页面存档备份，存于））

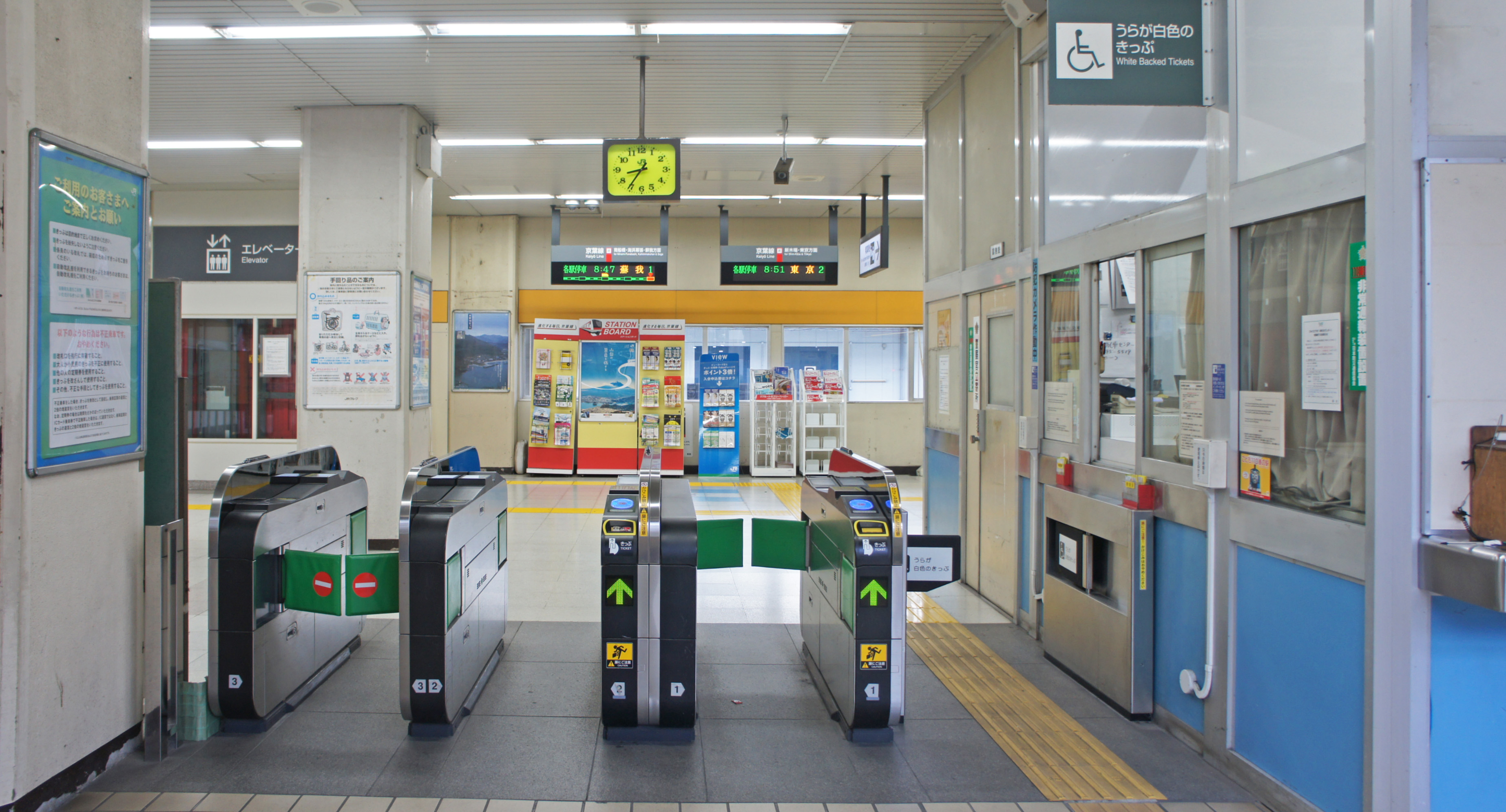
閘口（2019年12月）
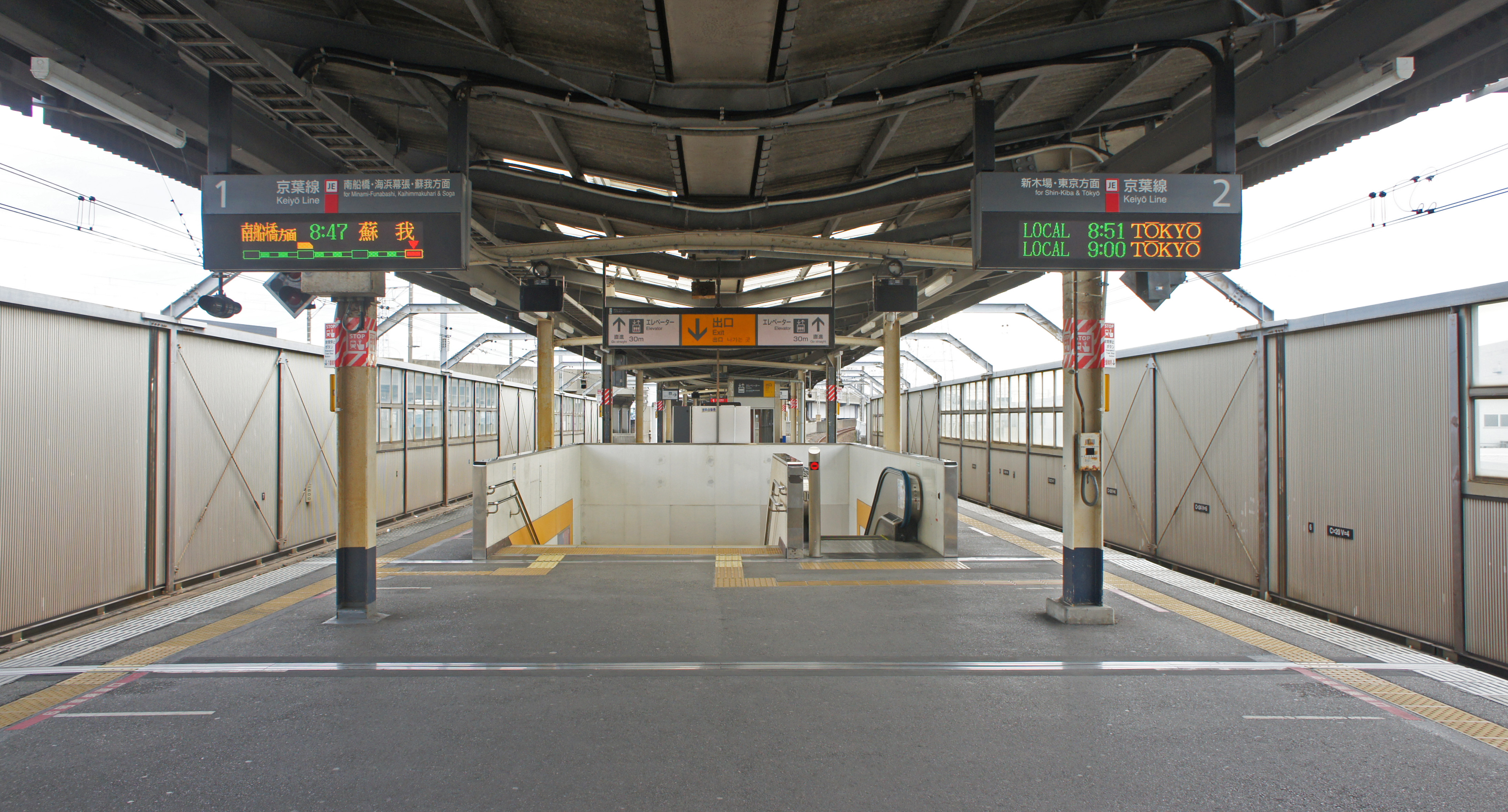
月台（2019年12月）

## 使用情況
2019年（令和元年）度的1日平均上車人次為4,983人。此站是京葉線內人數最少的車站。由於此站只有土地管理者、工場與倉庫的勤務者使用，通勤時間帶以外車站周邊非常閑散。
根據JR東日本與千葉縣統計年鑑，1日的平均上車人次的推移如下表。
| 年度               | 1日平均 上車人次 | 來源     |
| ------------------ | ---------------- | -------- |
| 1988年（昭和63年） | 1,028            | [ * 1 ]  |
| 1989年（平成元年） | 1,735            | [ * 2 ]  |
| 1990年（平成02年） | 2,575            | [ * 3 ]  |
| 1991年（平成03年） | 3,155            | [ * 4 ]  |
| 1992年（平成04年） | 3,428            | [ * 5 ]  |
| 1993年（平成05年） | 3,598            | [ * 6 ]  |
| 1994年（平成06年） | 3,827            | [ * 7 ]  |
| 1995年（平成07年） | 4,161            | [ * 8 ]  |
| 1996年（平成08年） | 4,273            | [ * 9 ]  |
| 1997年（平成09年） | 4,237            | [ * 10 ] |
| 1998年（平成10年） | 4,266            | [ * 11 ] |
| 1999年（平成11年） | 4,488            | [ * 12 ] |
| 2000年（平成12年） | 4,617            | [ * 13 ] |
| 2001年（平成13年） | 4,536            | [ * 14 ] |
| 2002年（平成14年） | 4,442            | [ * 15 ] |
| 2003年（平成15年） | 4,474            | [ * 16 ] |
| 2004年（平成16年） | 4,661            | [ * 17 ] |
| 2005年（平成17年） | 4,676            | [ * 18 ] |
| 2006年（平成18年） | 4,713            | [ * 19 ] |
| 2007年（平成19年） | 4,799            | [ * 20 ] |
| 2008年（平成20年） | 5,250            | [ * 21 ] |
| 2009年（平成21年） | 5,136            | [ * 22 ] |
| 2010年（平成22年） | 5,119            | [ * 23 ] |
| 2011年（平成23年） | 4,830            | [ * 24 ] |
| 2012年（平成24年） | 4,812            | [ * 25 ] |
| 2013年（平成25年） | 4,990            | [ * 26 ] |
| 2014年（平成26年） | 5,092            | [ * 27 ] |
| 2015年（平成27年） | 4,897            | [ * 28 ] |
| 2016年（平成28年） | 4,604            | [ * 29 ] |
| 2017年（平成29年） | 4,724            | [ * 30 ] |
| 2018年（平成30年） | 4,807            |          |
| 2019年（令和元年） | 4,983            |          |

備註
1. ↑  1988年12月1日開業。開業日起至翌年3月31日為止合計121日間集計數據。

## 相鄰車站
東日本旅客鐵道
■京葉線
■通勤快速、■快速
通過
■各站停車
市川鹽濱（JE 09）－二俁新町（JE 10）－南船橋（JE 11）
- 二俁新町沒有列車可以直達西船橋，必須在隔鄰的市川鹽濱或南船橋兩站轉搭乘往武藏野線的直通列車才可抵達。

### 使用情況
1. ↑  千葉県統計年鑑 （页面存档备份，存于） - 千葉県
2. ↑  市川市統計年鑑 （页面存档备份，存于） - 市川市

JR東日本2000年度以後上車人次
1. ↑  各駅の乗車人員（2000年度） （页面存档备份，存于） - JR東日本
2. ↑  各駅の乗車人員（2001年度） （页面存档备份，存于） - JR東日本
3. ↑  各駅の乗車人員（2002年度） （页面存档备份，存于） - JR東日本
4. ↑  各駅の乗車人員（2003年度） （页面存档备份，存于） - JR東日本
5. ↑  各駅の乗車人員（2004年度） （页面存档备份，存于） - JR東日本
6. ↑  各駅の乗車人員（2005年度） （页面存档备份，存于） - JR東日本
7. ↑  各駅の乗車人員（2006年度） （页面存档备份，存于） - JR東日本
8. ↑  各駅の乗車人員（2007年度） （页面存档备份，存于） - JR東日本
9. ↑  各駅の乗車人員（2008年度） （页面存档备份，存于） - JR東日本
10. ↑  各駅の乗車人員（2009年度） （页面存档备份，存于） - JR東日本
11. ↑  各駅の乗車人員（2010年度） （页面存档备份，存于） - JR東日本
12. ↑  各駅の乗車人員（2011年度） （页面存档备份，存于） - JR東日本
13. ↑  各駅の乗車人員（2012年度） （页面存档备份，存于） - JR東日本
14. ↑  各駅の乗車人員（2013年度） （页面存档备份，存于） - JR東日本
15. ↑  各駅の乗車人員（2014年度） （页面存档备份，存于） - JR東日本
16. ↑  各駅の乗車人員（2015年度） （页面存档备份，存于） - JR東日本
17. ↑  各駅の乗車人員（2016年度） （页面存档备份，存于） - JR東日本
18. ↑  各駅の乗車人員（2017年度） （页面存档备份，存于） - JR東日本
19. ↑  各駅の乗車人員（2018年度） （页面存档备份，存于） - JR東日本
20. ↑  各駅の乗車人員（2019年度） （页面存档备份，存于） - JR東日本

千葉縣統計年鑑
1. ↑  .   [2020-07-27]. （原始内容存档于2020-01-08）. （页面存档备份，存于）
2. ↑  .   [2020-07-27]. （原始内容存档于2020-01-08）. （页面存档备份，存于）
3. ↑  .   [2020-07-27]. （原始内容存档于2016-08-26）. （页面存档备份，存于）
4. ↑  .   [2020-07-27]. （原始内容存档于2016-08-26）. （页面存档备份，存于）
5. ↑  .   [2020-07-27]. （原始内容存档于2016-08-26）. （页面存档备份，存于）
6. ↑  .   [2020-07-27]. （原始内容存档于2016-08-26）. （页面存档备份，存于）
7. ↑  .   [2020-07-27]. （原始内容存档于2016-08-26）. （页面存档备份，存于）
8. ↑  .   [2020-07-27]. （原始内容存档于2016-08-26）. （页面存档备份，存于）
9. ↑  .   [2020-07-27]. （原始内容存档于2016-08-26）. （页面存档备份，存于）
10. ↑  .   [2020-07-27]. （原始内容存档于2016-08-26）. （页面存档备份，存于）
11. ↑  .   [2020-07-27]. （原始内容存档于2016-08-26）. （页面存档备份，存于）
12. ↑  .   [2020-07-27]. （原始内容存档于2017-09-30）. （页面存档备份，存于）
13. ↑  .   [2020-07-27]. （原始内容存档于2017-09-30）. （页面存档备份，存于）
14. ↑  .   [2020-07-27]. （原始内容存档于2017-09-30）. （页面存档备份，存于）
15. ↑  .   [2020-07-27]. （原始内容存档于2017-09-30）. （页面存档备份，存于）
16. ↑  .   [2020-07-27]. （原始内容存档于2017-09-30）. （页面存档备份，存于）
17. ↑  .   [2020-07-27]. （原始内容存档于2017-09-30）. （页面存档备份，存于）
18. ↑  .   [2020-07-27]. （原始内容存档于2016-08-26）. （页面存档备份，存于）
19. ↑  .   [2020-07-27]. （原始内容存档于2016-08-26）. （页面存档备份，存于）
20. ↑  .   [2020-07-27]. （原始内容存档于2017-08-30）. （页面存档备份，存于）
21. ↑  .   [2020-07-27]. （原始内容存档于2017-08-30）. （页面存档备份，存于）
22. ↑  .   [2020-07-27]. （原始内容存档于2017-08-30）. （页面存档备份，存于）
23. ↑  .   [2020-07-27]. （原始内容存档于2017-08-30）. （页面存档备份，存于）
24. ↑  .   [2020-07-27]. （原始内容存档于2017-08-30）. （页面存档备份，存于）
25. ↑  .   [2020-07-27]. （原始内容存档于2017-08-30）. （页面存档备份，存于）
26. ↑  .   [2020-07-27]. （原始内容存档于2017-08-11）. （页面存档备份，存于）
27. ↑  .   [2020-07-27]. （原始内容存档于2017-08-11）. （页面存档备份，存于）
28. ↑  .   [2020-07-27]. （原始内容存档于2017-08-11）. （页面存档备份，存于）
29. ↑  .   [2020-07-27]. （原始内容存档于2020-04-24）. （页面存档备份，存于）
30. ↑  .   [2020-07-27]. （原始内容存档于2020-04-24）. （页面存档备份，存于）

## 外部連結
- 車站資訊（二俁新町）：東日本旅客鐵道

35°41′29.3″N 139°57′34.6″E / 35.691472°N 139.959611°E